# Pedro Rodríguez de la Vega

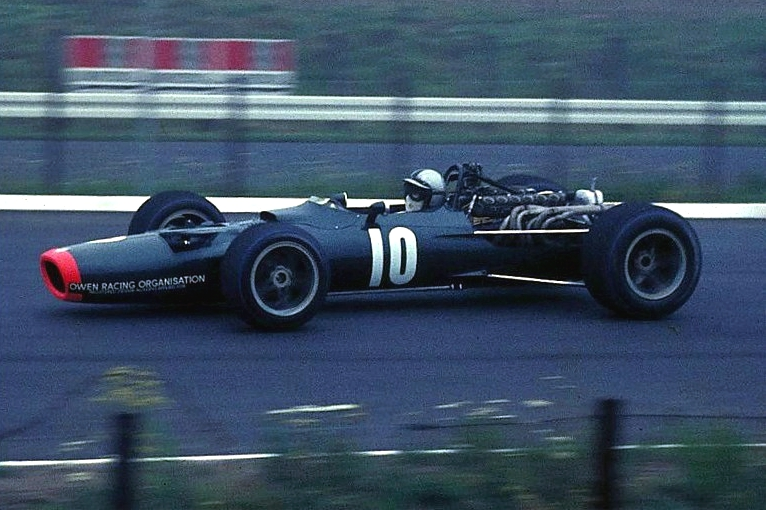
Pedro Rodriguez pilotando no Grande Prêmio da Alemanha de 1968 em Nürburgring com uma BRM

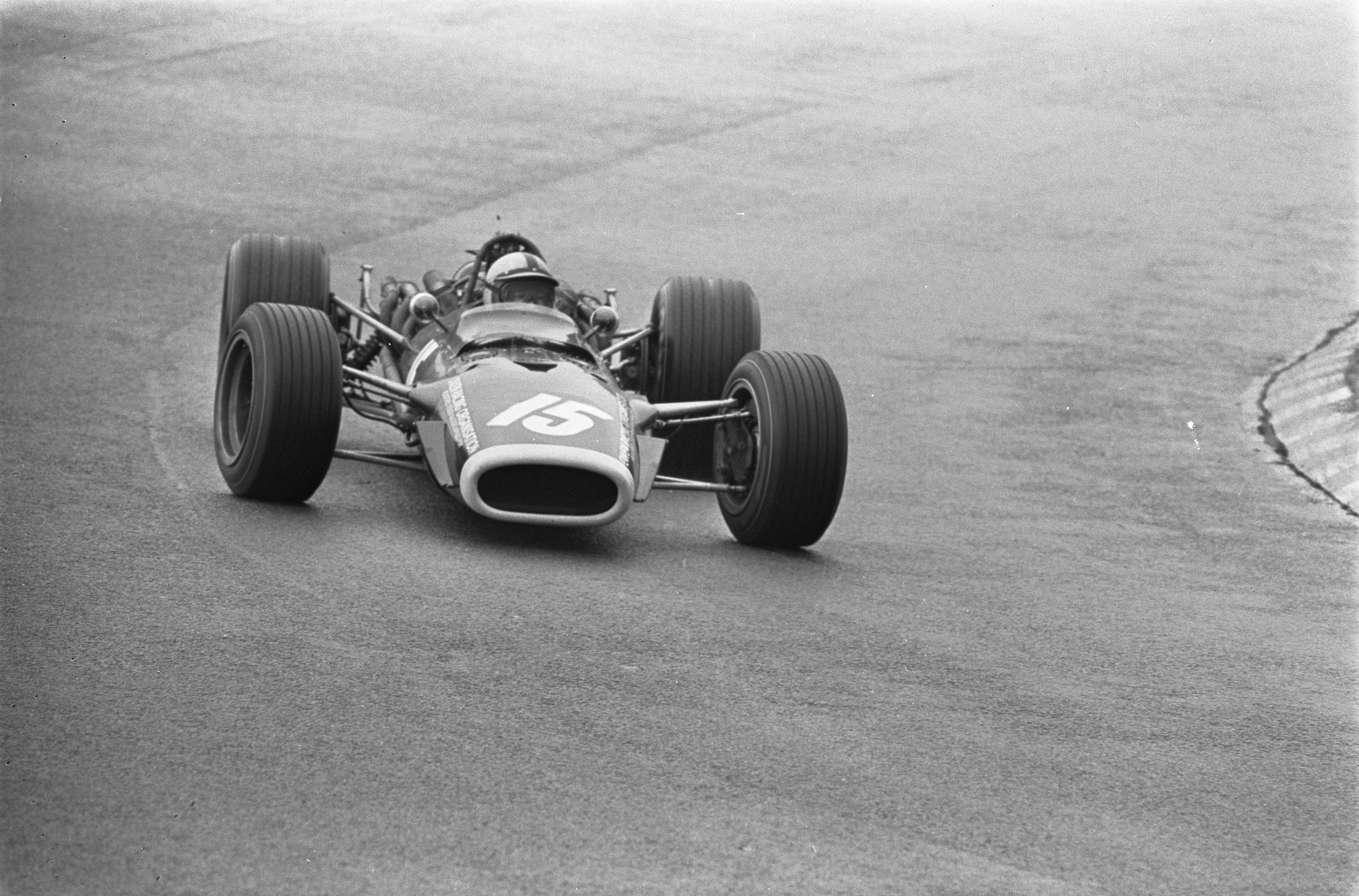
Pedro Rodríguez no Grande Prêmio da Holanda de 1968

Pedro Rodríguez de la Vega (18 de janeiro de 1940 – 11 de julho de 1971) foi um automobilista mexicano de Fórmula 1.
Foi irmão mais velho do também piloto de Fórmula 1 Ricardo Rodríguez. Disputou 54 Grandes Prêmios de Fórmula 1 entre 1963 e 1971, conseguindo duas vitórias e sete pódios. Seu melhor resultado no campeonato foram dois sextos lugares em 1967 e 1968 e um sétimo lugar, em 1970.
O piloto também foi destaque nas  corridas de endurance, obtendo quatro vitórias nas 24 Horas de Daytona, onze na Campeonato Mundial de Resistência e nas 24 Horas de Le Mans 1968.
Era conhecido nas corridas europeias como "os olhos de gato", por sua capacidade de pilotar com chuva e à noite. Tornou-se um dos pilotos mais completos ao correr na Fórmula 1, Can-Am, NASCAR - em sua carreira na NASCAR, Rodríguez conseguiu dois top tens, incluindo um quinto lugar na antiga World 600 (600 Milhas de Charlotte de 1965) e Rali. Faleceu em uma prova em Norisring.

## Carreira

### 24 Horas de Le Mans
Seu pai, impulsionou sua fortuna pessoal para a internacionalização de seus filhos comprando ou alugando carros como OSCA, Porsche ou Ferrari no Mundial de Protótipos. Em 1957, ele estreou internacionalmente em um Ferrari 500TR no Nassau, Bahamas.
Em 1958 tentou registrar-se junto com Ricardo na 24 Horas de Le Mans na França em uma Ferrari 500 TR-58. As regras impediu naquele momento a corrida de Ricardo, mas Pedro correu com Jose Behra, irmão do famoso Jean Behra. Ambos os irmãos voltaram para  1959 e correram com uma pequena OSCA 750; embora não pudesse terminar. Assim, Pedro Rodríguez correria todos os anos até  1971, 14 anos consecutivos. Em  1968 Pedro finalmente venceria a competição a bordo de um Ford GT40 Mk. I, acompanhado pelo belga Lucien Bianchi.
Frequentemente correu para o ex-piloto e importador de Ferrari na EUA, a equipe norte-americana (NART) de Luigi Chinetti, com quem manteve um vínculo.

### Fórmula 1
Pedro Rodriguez, participou de sua primeira corrida em 1963 nos  EUA e  México em um  Lotus. Ele continuou competindo esporadicamente em Fórmula 1 na 1966 Ferrari e Lotus. Em 1967, em apenas sua nona corrida, venceu a abertura da temporada em um  Cooper - Maserati em Grande Prêmio da África do Sul, no circuito de Kyalami. Correu com a  BRM em 1968, a equipe de Reg Parnell-BRM com o BRM P133. No  Grande Prêmio da França obtém seu única volta mais rápida na Fórmula 1.
Junta-se à Ferrari em 1969 e depois retorna à BRM em 1970 com o chassis P-153. No Grande Prêmio da Bélgica de 1970 Pedro Rodríguez iria ganhar sua segunda corrida na F1 com apenas 1,1 segundos de vantagem sobre Chris Amon de  March e uma velocidade média de 252,951 km/h, com Jean Pierre Beltoise(Matra) encerrando o pódio. Rodríguez ganharia mais um pódio no clássico Grande Prêmio dos EUA, apesar de uma pane de combustível, com um segundo lugar com sua BRM, o lugar mais alto do pódio correspondeu à Emerson Fittipaldi.
Em 1971 ele correu para BRM com o novo P-160, mas apenas as primeiras quatro corridas, tendo se classificado em 2º no Grande Prêmio da Holanda de 1971, e terminou em segundo lugar atrás apenas de Jacky Ickx. Estes dois pilotos, mestre de condições chuvosas, venceram todos os rivais na pista molhada.
Também ganhou mais duas vezes na 24 Horas de Daytona de 1970 e 1971, para um total de quatro vitórias, abaixo de Hurley Haywood e Scott Pruett que possuem 5 vitórias.

## Resultados

### Fórmula 1
| Ano  | Equipe                     | Chassi           | Motor               | 1       | 2       | 3       | 4       | 5       | 6       | 7       | 8       | 9       | 10      | 11      | 12    | 13    | Pontos | Posição |
| ---- | -------------------------- | ---------------- | ------------------- | ------- | ------- | ------- | ------- | ------- | ------- | ------- | ------- | ------- | ------- | ------- | ----- | ----- | ------ | ------- |
| 1963 | Team Lotus                 | Lotus 25         | Climax V8           | MON     | BEL     | NED     | FRA     | GBR     | ALE     | ITA     | EUA Ret | MEX Ret | AFS     |         |       |       | 0      | NC      |
| 1964 | North American Racing Team | Ferrari 156 Aero | Ferrari V6          | MON     | NED     | BEL     | FRA     | GBR     | ALE     | AUT     | ITA     | EUA     | MEX 6   |         |       |       | 1      | 22º     |
| 1965 | North American Racing Team | Ferrari 1512     | Ferrari V12         | RSA     | MON     | BEL     | FRA     | GBR     | NED     | ALE     | ITA     | EUA 5   | MEX 7   |         |       |       | 2      | 14º     |
| 1966 | Team Lotus                 | Lotus 33         | Climax V8           | MON     | BEL     | FRA Ret | GBR     | NED     |         |         |         |         |         |         |       |       | 0      | NC      |
| 1966 | Team Lotus                 | Lotus 33         | BRM V8              |         |         |         |         |         |         |         | EUA Ret | MEX Ret |         |         |       |       | 0      | NC      |
| 1966 | Team Lotus                 | Lotus F2 44      | Cosworth Straight-4 |         |         |         |         |         | GER Ret | ITA     |         |         |         |         |       |       | 0      | NC      |
| 1967 | Cooper Car Company         | Cooper T81       | Maserati V12        | RSA 1   | MON 5   | NED Ret | BEL 9   | FRA 6   | GBR 5   | ALE 11  | CAN     | ITA     | USA     | MEX 6   |       |       | 15     | 6º      |
| 1968 | Owen Racing Organisation   | BRM P126         | BRM V12             | RSA Ret |         |         |         |         |         |         |         |         |         |         |       |       | 18     | 6º      |
| 1968 | Owen Racing Organisation   | BRM P133         | BRM V12             |         | ESP Ret | MON Ret | BEL 2   | NED 3   | FRA NC  | GBR Ret | ALE 6   |         | CAN 3   | USA Ret | MEX 4 |       | 18     | 6º      |
| 1968 | Owen Racing Organisation   | BRM P138         | BRM V12             |         |         |         |         |         |         |         |         | ITA Ret |         |         |       |       | 18     | 6º      |
| 1969 | Reg Parnell Racing         | BRM P126         | BRM V12             | AFS Ret | ESP Ret | MON Ret |         |         |         |         |         |         |         |         |       |       | 3      | 14º     |
| 1969 | Scuderia Ferrari           | Ferrari 312      | Ferrari V12         |         |         |         | NED DNA | FRA     | GBR Ret | ALE     | ITA 6   |         |         |         |       |       | 3      | 14º     |
| 1969 | North American Racing Team | Ferrari 312      | Ferrari V12         |         |         |         |         |         |         |         |         | CAN Ret | EUA 5   | MEX 7   |       |       | 3      | 14º     |
| 1970 | Yardley Team BRM           | BRM P153         | BRM V12             | RSA 9   | ESP Ret | MON 6   | BEL 1   | NED 10  | FRA Ret | GBR Ret | ALE Ret | AUT 4   | ITA Ret | CAN 4   | EUA 2 | MEX 6 | 23     | 7º      |
| 1971 | Yardley Team BRM           | BRM P160         | BRM V12             | RSA Ret | ESP 4   | MON 9   | NED 2   | FRA Ret | GBR     | ALE     | AUT     | ITA     | CAN     | EUA     |       |       | 9      | 10º     |

#### Vitórias de Pedro Rodríguez na Fórmula 1
| - Grande Prêmio da África do Sul de 1967 (Kyalami) | - Grande Prêmio da Bélgica de 1970 (Spa-Francorchamps) |

#### Estatísticas da Fórmula 1
| Temporada | Team                       | Chassis          | Motor                | Corridas | Vitórias | Segundos | Terceiros | Poles | Voltas mais rápidas | Pontos | Posição |
| --------- | -------------------------- | ---------------- | -------------------- | -------- | -------- | -------- | --------- | ----- | ------------------- | ------ | ------- |
| 1963      | Team Lotus                 | Lotus 25         | Climax 1.5 V8        | 2        | −        | −        | −         | −     | −                   | −      | −       |
| 1964      | North American Racing Team | Ferrari 156 Aero | Ferrari 1.5 V6       | 1        | −        | −        | −         | −     | −                   | 1      | 22º     |
| 1965      | North American Racing Team | Ferrari 1512     | Ferrari 1.5 V12      | 2        | −        | −        | −         | −     | −                   | 2      | 14º     |
| 1966      | Team Lotus                 | Lotus 33         | Climax 2.0 V8        | 1        | −        | −        | −         | −     | −                   | −      | −       |
| 1966      | Team Lotus                 | Lotus 33         | BRM 2.0 V8           | 2        | −        | −        | −         | −     | −                   | −      | −       |
| 1966      | Team Lotus                 | Lotus 44         | Ford-Cosworth 1.0 L4 | 1        | −        | −        | −         | −     | −                   | −      | −       |
| 1967      | Cooper Car Company         | Cooper T81       | Maserati 3.0 V12     | 8        | 1        | −        | −         | −     | −                   | 15     | 6º      |
| 1968      | Owen Racing Organisation   | BRM P126         | BRM 3.0 V12          | 1        | −        | −        | −         | −     | −                   | 18     | 6º      |
| 1968      | Owen Racing Organisation   | BRM P133         | BRM 3.0 V12          | 10       | −        | 1        | 2         | −     | 1                   | 18     | 6º      |
| 1968      | Owen Racing Organisation   | BRM P138         | BRM 3.0 V12          | 1        | −        | −        | −         | −     | −                   | 18     | 6º      |
| 1969      | Reg Parnell Racing         | BRM P126         | BRM 3.0 V12          | 3        | −        | −        | −         | −     | −                   | 3      | 14º     |
| 1969      | Scuderia Ferrari           | Ferrari 312      | Ferrari 3.0 V12      | 2        | −        | −        | −         | −     | −                   | 3      | 14º     |
| 1969      | North American Racing Team | Ferrari 312      | Ferrari 3.0 V12      | 3        | −        | −        | −         | −     | −                   | 3      | 14º     |
| 1970      | Yardley Team B.R.M.        | BRM P153         | BRM 3.0 V12          | 13       | 1        | 1        | −         | −     | −                   | 23     | 7º      |
| 1971      | Yardley Team B.R.M.        | BRM P160         | BRM 3.0 V12          | 5        | −        | 1        | −         | −     | −                   | 9      | 10º     |
| Total     | Total                      | Total            | Total                | 55       | 2        | 3        | 2         | −     | 1                   | 71     |         |

### 24 Horas de Le Mans
| Ano  | Equipe                           | Veículo            | Co-piloto           | Posição | Nota                         |
| ---- | -------------------------------- | ------------------ | ------------------- | ------- | ---------------------------- |
| 1958 | North American Racing Team       | Ferrari 500TR58    | José Behra          | DNF     | Motor                        |
| 1959 | Automobili Osca                  | Osca Sport 750TN   | Ricardo Rodríguez   | DNF     | Bomba de água                |
| 1960 | Scuderia Ferrari SpA             | Ferrari 250TRI/60  | Ludovico Scarfiotti | DNF     | Gasolina                     |
| 1961 | North American Racing Team       | Ferrari 250TRI/61  | Ricardo Rodríguez   | DNF     | Motor                        |
| 1962 | SpA Ferrari SEFAC                | Ferrari Dino 246SP | Ricardo Rodríguez   | DNF     | Motor                        |
| 1963 | North American Racing Team       | Ferrari 330TRI LM  | Roger Penske        | DNF     | Acidente                     |
| 1964 | North American Racing Team       | Ferrari 330P       | Skip Hudson         | DNF     | Superaquecimento             |
| 1965 | North American Racing Team       | Ferrari 365P       | Nino Vaccarella     | 7º      |                              |
| 1966 | North American Racing Team       | Ferrari 330P3      | Richie Ginther      | DNF     | Caixa de engrenagem          |
| 1967 | North American Racing Team       | Ferrari 330P3      | Giancarlo Baghetti  | DNF     | Pistão                       |
| 1968 | John Wyer Automotive Engineering | Ford GT40          | Lucien Bianchi      | 1º      | Vitória global(Classe S 5.0) |
| 1969 | SpA Ferrari SEFAC                | Ferrari 312P       | David Piper         | DNF     | Caixa de engrenagem          |
| 1970 | John Wyer Automotive Engineering | Porsche 917K       | Leo Kinnunen        | DNF     | Motor                        |
| 1971 | John Wyer Automotive Engineering | Porsche 917L       | Jackie Oliver       | DNF     | Óleo                         |

### 12 Horas de Sebring
| Ano  | Equipe                            | Veículo            | Co-piloto(1)      | Co-piloto(2) | Colocação | Razão de falha       |
| ---- | --------------------------------- | ------------------ | ----------------- | ------------ | --------- | -------------------- |
| 1959 | Mexican National Auto Club        | Ferrari 250TR58    | Paul O’Shea       |              | DNF       | Motor                |
| 1960 | North American Racing Team        | Ferrari Dino 196S  | Ricardo Rodríguez |              | DNF       | Danos de acoplamento |
| 1961 | NART                              | Ferrari 250TR60    | Ricardo Rodríguez |              | 3º        |                      |
| 1962 | North American Racing Team        | Ferrari Dino 246SP | Ricardo Rodríguez |              | DNF       | Motor                |
| 1963 | NART                              | Ferrari 330 TRI/LM | Graham Hill       |              | 3º        | Vitória na classe    |
| 1964 | NART                              | Ferrari 250 GTO/64 | David Piper       | Mike Gammino | 7º        | Vitória na classe    |
| 1965 | Mecom Racing Team                 | Ferrari 330P       | Graham Hill       |              | DNF       |                      |
| 1966 | North American Racing Team        | Ferrari 365P2      | Mario Andretti    |              | DNF       | Acidente             |
| 1967 | Scuderia Ambroeus                 | Ferrari Dino 206S  | Jean Guichet      |              | DNF       | Motor superaquecido  |
| 1968 | Sunray DX Oil Company             | Chevrolet Corvette | Donald Yenko      |              | DNF       | Motor                |
| 1969 | N.A.R.T.                          | Ferrari 250P       | Chuck Parsons     |              | 37º       |                      |
| 1970 | J. W. Automotive Engineering Ltd. | Porsche 917K       | Leo Kinnunen      | Jo Siffert   | 4º        |                      |
| 1971 | J. W. Automotive Engineering Ltd. | Porsche 917K       | Jackie Oliver     |              | 4º        |                      |

### Pedro Rodríguez na Ferrari
| Ano  | Corrida                        | Equipe            | Automóvel  | Posição      | Copiloto            |
| 1957 | Nassau Trophy                  | N.A.R.T.          | 500 TR     | Ab.          | Sozinho             |
| 1957 | Gobernor´s Trophy              | N.A.R.T.          | 500 TR     | 9            | Sozinho             |
| 1958 | 24 Horas de Le Mans            | N.A.R.T.          | 500 TR     | 5            | José Behra          |
| 1958 | Gobernor´s Trophy              | N.A.R.T.          | TR 58      | 4            | Sozinho             |
| 1958 | Ferrari Classic                | N.A.R.T.          | TR58       | 2            | Sozinho             |
| 1958 | Nassau Trophy                  | N.A.R.T.          | TR 58      | 2            | Sozinho             |
| 1959 | II Circuito del Moral          | N.A.R.T.          | TR 58      | 2            | Sozinho             |
| 1959 | 12 Horas de Sebring            | N.A.R.T.          | TR58       | Ab           | Paul O'Shea         |
| 1959 | 1000 Km de Daytona             | N.A.R.T.          | TR58       | Não competiu |                     |
| 1959 | VII Circuito Avandaro          | N.A.R.T.          | 58TR       | 8            | Sozinho             |
| 1959 | Kiwanis GP Riverside           | N.A.R.T.          | 250 TR     | Ab           | Sozinho             |
| 1959 | Gobernor´s Trophy              | N.A.R.T.          | TR59       | 3            | Sozinho             |
| 1959 | Nassau Trophy                  | N.A.R.T.          | TR59       | 13           | Sozinho             |
| 1960 | GP de Cuba                     | N.A.R.T.          | TR59       | 2            | Sozinho             |
| 1960 | 12 Horas de Sebring            | N.A.R.T.          | Dino 196S  | Ab           | Ricardo Rodríguez   |
| 1960 | Targa Florio                   | N.A.R.T.          | Dino 196S  | 7/1 Sport-2  | Ricardo Rodríguez   |
| 1960 | 1000 Km de Nürburgring         | N.A.R.T.          | Dino 196S  | Ab           | Ricardo Rodríguez   |
| 1960 | 24 Horas de Le Mans            | N.A.R.T.          | TRI60      | Ab           | Ludovico Scarfiotti |
| 1960 | Gobernor's Trophy              | N.A.R.T.          | TR59/60    | Ab           | Sozinho             |
| 1960 | Nassau Trophy                  | N.A.R.T.          | TR59/60    | 2            | Ricardo Rodríguez   |
| 1961 | 12 Horas de Sebring            | N.A.R.T.          | TR59/60    | 3            | Ricardo Rodríguez   |
| 1961 | 1000 Km de Nürburgring         | N.A.R.T.          | TRI/60     | 2            | Ricardo Rodríguez   |
| 1961 | 24 Horas de Le Mans            | N.A.R.T.          | TRI/61     | Ab           | Ricardo Rodríguez   |
| 1961 | I GP Independencia             |                   | 250 GT Cal | 1            | Sozinho             |
| 1961 | GP Canada Sport                | N.A.R.T.          | TRI/61     | 2            | Sozinho             |
| 1961 | 1000 Km de Montlhéry           | N.A.R.T.          | 250 GT SWB | 1            | Ricardo Rodríguez   |
| 1961 | Governor's Trophy              | N.A.R.T.          | TRI/61     | 1            | Sozinho             |
| 1961 | Nasseau Trophy                 | N.A.R.T.          | TRI/61     | 3            | Sozinho             |
| 1962 | 12 Horas de Sebring            | N.A.R.T.          | 246 SP     | Ab.          | Ricardo Rodríguez   |
| 1962 | 12 Horas de Sebring            | N.A.R.T.          | Dino 246S  | Ab           | Grossman x Connell  |
| 1962 | 1000 Km de Nürburgring         | N.A.R.T.          | 268 SP     | 2            | Ricardo Rodríguez   |
| 1962 | 24 Horas de Le Mans            | SpA Ferrari SEFAC | 246 SP     | Ab           | Ricardo Rodríguez   |
| 1962 | Double 400 Bridgehampton       | N.A.R.T.          | 330 TRI/LM | 1            | Sozinho             |
| 1962 | GP Canada Sport                | N.A.R.T.          | 330 TRI/LM | 2            | Sozinho             |
| 1962 | 1000 Km de Montlhéry           | N.A.R.T.          | 250 GTO    | 1            | Ricardo Rodríguez   |
| 1963 | Continental 3 Horas de Daytona | N.A.R.T.          | 250 GTO    | 1            | Sozinho             |
| 1963 | 12 Horas de Sebring            | N.A.R.T.          | 330 TRI/LM | 3            | Graham Hill         |
| 1963 | 24 Horas de Le Mans            | N.A.R.T.          | 330 TRI/LM | Ab           | Roger Penske        |
| 1963 | Gobernor's Tophy               | N.A.R.T.          | 250 P      | 2            | Sozinho             |
| 1963 | Nasseau Trophy                 | N.A.R.T.          | 250 P      | 2            | Sozinho             |
| 1964 | CC 250 M Daytona               | N.A.R.T.          | 250 LM     | Ab           | Sozinho             |
| 1964 | Continental 2000 Km Daytona    | N.A.R.T.          | 250 GTO    | 1            | Phil Hill           |
| 1964 | 12 Horas de Sebring            | N.A.R.T.          | 330 P      | Ab           | John Fulp           |
|      | 12 Horas de Sebring            |                   | 250 GTO    | 7            | Piper/xGammino      |
| 1964 | 24 Horas de Le Mans            | N.A.R.T.          | 330 P      | Ab           | S Hudson            |
| 1964 | 12 Horas de Reims              | N.A.R.T.          | 250 GTO    | 11           | Nino Vacarella      |
| 1964 | Player's Quebec                | N.A.R.T.          | 275 P      | 1            | Sozinho             |
| 1964 | Double 500 Bridgehamston       | N.A.R.T.          | 275 P      | 2            | Sozinho             |
| 1964 | GP Canada Sport                | N.A.R.T.          | 330 P      | 1            | Sozinho             |
| 1964 | 1000 Km de Montlhéry           | N.A.R.T.          | 250 GTO    | 2            | Jo Schlesser        |
| 1964 | GT+22 Oakes Field              | N.A.R.T.          | 250 GTO    | 7/1 classe   | Sozinho             |
| 1964 | Nassau Tourist Trophy          | N.A.R.T.          | 250 GTO    | 6/1 classe   | Sozinho             |
| 1964 | Governor's Trophy              | N.A.R.T.          | 330 P      | 4/1 classe   | Sozinho             |
| 1964 | Nassau Thophy                  | N.A.R.T.          | 330 GTO    | 3/2 classe   | Sozinho             |
| 1965 | Continental 2000 Km Daytona    | N.A.R.T.          | 330 P2     | Ab           | John Surtees        |
|      | Continental 2000 Km Daytona    | N.A.R.T.          | 275 P      | Ab           | Hansgen x           |
| 1965 | 12 Horas de Seabring           | N.A.R.T.          | 330 P      | Ab           | Graham Hill         |
| 1965 | 24 Horas de Le Mans            | N.A.R.T.          | 365 P2     | 7/1 classe   | Nino Vacarella      |
| 1965 | 12 Horas de Reims              | N.A.R.T.          | 365 P2     | 1            | Jean Guichet        |
| 1965 | Double 500 Bridghamston        | N.A.R.T.          | 250 GTO    | 2/1 classe   | Sozinho             |
| 1965 | GP Canada Sport                | N.A.R.T.          | 365 P2     | 3            | Sozinho             |
| 1966 | 24 Horas de Daytona            | N.A.R.T.          | 365 P2     | 4            | Mario Andretti      |
| 1966 | 12 Horas de Seabring           | N.A.R.T.          | 365 P2     | Ab           | Mario Andretti      |
| 1966 | 1000 Km de Nürburgring         | N.A.R.T.          | Dino 206 S | 3            | Richie Ginther      |
| 1966 | 24 Horas de Le Mans            | N.A.R.T.          | 330 P3     | Ab           | Richie Ginther      |
| 1966 | 200 M Bridgehamton             | N.A.R.T.          | Dino 206 S | Ab           | Sozinho             |
| 1966 | 200 M Laguna Seca              | N.A.R.T.          | Dino 206 S | 18           | Sozinho             |
| 1966 | Governor's Trophy              | N.A.R.T.          | 275 GTB/C  | 7/1 classe   | Sozinho             |
| 1966 | Nassau Trophy                  | N.A.R.T.          | Dino 206 S | 7/1 classe   | Sozinho             |
| 1967 | 24 Horas de Daytona            | N.A.R.T.          | 412 P      | 3            | Jean Guichet        |
| 1967 | 12 Horas de Seabring           | N.A.R.T.          | 206 S      | Ab           | Jean Guichet        |
| 1967 | 1000 Km de Monza               | N.A.R.T.          | 412 P      | Ab           | Jean Guichet        |
| 1967 | 24 Horas de Le Mans            | N.A.R.T.          | 412 P      | Ab           | Giancarlo Baghetti  |
| 1967 | 12 Horas de Reims              | N.A.R.T.          | Dino 206 S | Ab           | Jean Guichet        |
| 1968 | 24 Horas de Daytona            | N.A.R.T.          | Dino 206 S | Ab           | Kold                |
| 1968 | GP de Brands Hatch             | N.A.R.T.          | 275 ML     | 5            | Pierpoint           |
| 1969 | 12 Horas de Sebring            | N.A.R.T.          | 330 P3     | Ab           | Parsons             |
| 1969 | 6 Horas de Brands Hatch        | N.A.R.T.          | 312 P      | 4            | Chris Amon          |
| 1969 | 1000 Km de Monza               | N.A.R.T.          | 312 P      | Ab           | Schetty             |
| 1969 | 1000 km de Spa                 | N.A.R.T.          | 312 P      | 2            | David Piper         |
| 1969 | 1000 Km de Nürbugring          | N.A.R.T.          | 312 P      | 5            | Chris Amon          |
| 1969 | 24 Horas de Le Mans            | N.A.R.T.          | 312 P      | Ab           | David Piper         |
| 1969 | 200 M Bridgehamton             | N.A.R.T.          | 312 P      | 5            | Sozinho             |
| 1970 | 200 M Mid Ohio                 | N.A.R.T.          | 512 S      | 11           | Sozinho             |
| 1970 | 200 M Elkhart Lake             | N.A.R.T.          | 512 P      | 7            | Sozinho             |
| 1971 | 200 M Norisring                | Privado           | 512 M      | Acidente     | Sozinho             |

### Pedro Rodríguez no Porsche
| Ano  | Carrera                   | Equipe    | Automóvel | Posição | Co-piloto        |
| 1970 | 24 Horas de Daytona       | John Wyer | 917K      | 1       | Leo Kinnunen     |
| 1970 | 12 Horas de Sebring       | John Wyer | 917K      | 4       | Kinnunen/Siffert |
| 1970 | 1000 km Brands Hatch      | John Wyer | 917K      | 1       | Leo Kinnunen     |
| 1970 | 1000 km de Monza          | John Wyer | 917K      | 1       | Leo Kinnunen     |
| 1970 | Targa Florio              | John Wyer | 908-3     | 2       | Leo Kinnunen     |
| 1970 | 1000 km Spa-Francorchamps | John Wyer | 917K      | Ab      | Leo Kinnunen     |
| 1970 | 1000 km de Nürburgring    | John Wyer | 908-3     | Ab      | Leo Kinnunen     |
| 1970 | 24 Horas de Le Mans       | John Wyer | 917K      | Ab      | Leo Kinnunen     |
| 1970 | 6 horas de Watkins Glen   | John Wyer | 917K      | 1       | Leo Kinnunen     |
| 1970 | 1000 km de Zeltweg        | John Wyer | 917K      | Ab      | Leo Kinnunen     |
| 1971 | 1000 km de Buenos Aires   | John Wyer | 917K      | Ab      | Jackie Oliver    |
| 1971 | 24 Horas de Daytona       | John Wyer | 917K      | 1       | Jackie Oliver    |
| 1971 | 12 Horas de Sebring       | John Wyer | 917K      | 4       | Jackie Oliver    |
| 1971 | 1000 km Brands Hatch      | John Wyer | 917K      | Ab      | Jackie Oliver    |
| 1971 | 1000 km de Monza          | John Wyer | 917K      | 1       | Jackie Oliver    |
| 1971 | 1000 km Spa-Francorchamps | John Wyer | 917K      | 1       | Jackie Oliver    |
| 1971 | Targa Florio              | John Wyer | 908-3     | Ab      | Herbert Müller   |
| 1971 | 1000 Km Nürburgring       | John Wyer | 908-3     | 2       | Oliver/Siffert   |
| 1971 | 24 Horas de Le Mans       | John Wyer | 917LH     | 18      | Jackie Oliver    |
| 1971 | 1000 km de Zeltweg        | John Wyer | 917K      | 1       | Richard Attwood  |

## Legado
O primeiro Hairpin do  circuito de Daytona foi nomeado em sua honra. O Autódromo Magdalena Mixhuca, na Cidade do México, a casa da Fórmula 1, Champ Car, NASCAR México e outras categorias, foi rebatizado em 1973 como Autódromo Hermanos Rodríguez, em homenagem a ele e seu irmão Ricardo. Em julho de 2006, 35 anos após sua morte, uma placa de bronze foi colocada no local de seu choque em Nuremberg, um conjunto de esforços da fundação de seus amigos e familiares com as autoridades da cidade alemã.

## Vitórias por equipe na F1
- Cooper: 1
- BRM: 1